# Kijirō Nambu
Kijirō Nambu (南部 麒次郎 Nambu Kijirō?,  22 de setiembre de 1869 – 1 de mayo de 1949) fue un oficial de carrera del Ejército Imperial Japonés y el fundador de la Compañía Manufacturera de Armas Nambu, que fabricó varias armas de fuego empleadas por las Fuerzas Armadas japonesas en la Segunda Guerra Mundial. Un prolífico diseñador de armas de fuego, es a veces llamado el "John Browning del Japón". En 1914 fue condecorado con la medalla de la Orden del Sacro Tesoro de Segunda Clase.   

## Biografía
Nambu nació en el Feudo de Saga (actual Prefectura de Saga) en 1869 y fue el último hijo de un ex samurai del Clan Nabeshima. Su madre murió al poco tiempo de su nacimiento y como su padre tenía problemas financieros, lo dio en adopción a un comerciante local. Con esfuerzo y determinación, a los 20 años él logró obtener un lugar en la segunda clase de la Academia del Ejército Imperial Japonés. A la edad de 23 años, fue nombrado Teniente de Artillería.
En 1897, Nambu fue asignado al Arsenal de Tokio, donde trabajó al mando del notable diseñador de armas Nariakira Arisaka en el proyecto del Fusil Tipo 30, seguido por el Revólver Tipo 26. Entonces fue ascendido a Mayor y se le ordenó desarrollar una pistola semiautomática para las Fuerzas Armadas japonesas. Ese diseño, una pistola de 8 mm, fue el ancestro de la famosa pistola Nambu y estuvo listo en 1902. Nambu construyó una versión de 7 mm más pequeña y ligera en 1907. El diseño fue alabado por el ministro de Guerra Terauchi Masatake, pero el Ejército Imperial Japonés no lo puso en producción debido a sus elevado coste. La versión más grande fue eventualmente adoptada por las Fuerzas Navales Especiales de Desembarco de la Armada Imperial Japonesa, mientras que la versión más pequeña fue vendida a clientes particulares.
La pistola Tipo 14 fue una versión mejorada de la de 1902, similar en dimensiones y desempeño. Aunque nunca fue oficialmente adoptada por las Fuerzas Armadas japonesas (se esperaba que los oficiales compren sus propias pistolas), fue la pistola más usual empleada. La mayoría de las pistolas fueron producidas por el Arsenal de Tokio, con una pequeña cantidad producida por la Compañía de Gas de Tokio. La producción de la Tipo 14 continuó hasta el final de la Segunda Guerra Mundial en 1945. La cantidad total de pistolas producidas se estima en aproximadamente unas 200.000 para todas las variantes.
Durante la estadía de Nambu en la Fábrica de fusiles del Ejército (más tarde rebautizada como Arsenal de Kokura), desarrolló la Ametralladora pesada Tipo 3 en 1914 y la Ametralladora ligera Tipo 11 en 1922. Ese mismo año, Nambu fue ascendido a Teniente General y puesto al mando del Arsenal de Artillería de Tokio. En 1923 reorganizó el sistema de arsenales del Ejército y fue nombrado Comandante del Arsenal de Explosivos del Ejército y del Instituto de investigación científica del Ejército. En 1924 se retiró del servicio militar activo.
Nambu fundó en 1927 la Compañía Manufacturera de Armas Nambu en Tokio, con apoyo financiero del zaibatsu Okura. Nambu recibió varios contratos tanto del Ejército Imperial Japonés como de la Armada Imperial Japonesa para pistolas, ametralladoras ligeras y ametralladoras pesadas, además de probar y evaluar varios diseños extranjeros. Entre sus productos figuran la Ametralladora pesada Tipo 92, la pistola Nambu Tipo 94, la Pistola ametralladora Tipo 2 y el Subfusil Tipo 100, así como la Ametralladora ligera Tipo 99 producida bajo licencia.
Al final de la Segunda Guerra Mundial, Nambu anunció que su compañía cesaría toda la producción de armas; sin embargo, sus fábricas fueron confiscadas por las autoridades estadounidenses de ocupación y continuaron produciendo equipos para la Policía y subsecuentemente para la Fuerza Nacional de Seguridad japonesa de posguerra, el predecesor de las actuales Fuerzas Armadas del Japón. Nambu murió en 1949 y su compañía fue absorbida por la empresa fabricante de equipo de precisión Minebea Co..

## Armas diseñadas por Kijirō Nambu
- Nambu Tipo 14
- Nambu Tipo 94
- Pistola ametralladora Tipo 2
- Subfusil Tipo 100
- Ametralladora ligera Tipo 11
- Ametralladora ligera Tipo 96
- Ametralladora ligera Tipo 97
- Ametralladora ligera Tipo 99
- Ametralladora pesada Tipo 3
- Ametralladora pesada Tipo 92